# Prêmio Extra de Televisão de melhor ator ou atriz mirim
O Prêmio Extra de melhor ator/atriz mirim é um dos prêmios oferecidos durante a realização do Prêmio Extra de Televisão, destinado ao melhor ator/atriz mirim da televisão brasileira.

## Curiosidades
- Em 2012, a categoria foi renomeada "revelação infantil".
- Mel Maia ganhou o prêmio três vezes, sendo duas por dois anos seguidos.
- Bruna Marquezine ganhou duas vezes.

## Premiados
| Ano  | Vencedor                         | Telenovela                       |                                  |
| ---- | -------------------------------- | -------------------------------- | -------------------------------- |
| 2002 | Pedro Malta                      | Coração de Estudante             |                                  |
| 2003 | Bruna Marquezine                 | Mulheres Apaixonadas             |                                  |
| 2004 | A categoria não foi apresentada. | A categoria não foi apresentada. |                                  |
| 2005 | Bruna Marquezine                 | América                          |                                  |
| 2006 | Joana Mocarzel                   | Páginas da Vida                  |                                  |
| 2007 | Vítor Novello                    | Paraíso Tropical                 |                                  |
| 2008 | Eduardo Melo                     | A Favorita                       |                                  |
| 2009 | A categoria não foi apresentada. | A categoria não foi apresentada. | A categoria não foi apresentada. |
| 2010 | A categoria não foi apresentada. | A categoria não foi apresentada. | A categoria não foi apresentada. |
| 2011 | A categoria não foi apresentada. | A categoria não foi apresentada. | A categoria não foi apresentada. |
| 2012 | Mel Maia                         | Avenida Brasil                   |                                  |
| 2013 | Klara Castanho                   | Amor à Vida                      |                                  |
| 2014 | Mel Maia                         | Joia Rara                        |                                  |
| 2015 | Mel Maia                         | Além do Tempo                    |                                  |
| 2016 | Gabriel Palhares                 | Liberdade, Liberdade             |                                  |
| 2017 | João Bravo                       | A Força do Querer                |                                  |
| 2018 | Clara Galinari                   | Espelho da Vida                  |                                  |